# Teutrania
Teutrania, nella mitologia greca, è stata la capitale dell'omonima regione, parte della Misia in Asia minore.

## Geografia
La città sarebbe stata collocata nella zona meridionale della Misia. Questa regione, entità storicamente più geografica che politica, si trovava all'estremo nord-ovest della Penisola anatolica ed era delimitata a nord dal Mar di Marmara e a ovest del Mar Egeo, dove si affaccia sullo Stretto dei Dardanelli. Per quanto riguarda la terraferma, la Misia confinava con Lidia, Frigia e Bitinia. La città di Teutrania, in particolare, si trovava presso il fiume Caico (l'odierno Bakirçay), davanti alle coste del fiume Lesbo. In questa zona sarebbe poi sorto l'importante centro di Pergamo.